# رشاد نبييف
رشاد نبييف (بالأذرية: Rəşad Nəbiyev) - وزير النقل والاتصالات والتقنيات العالية في جمهورية أذربيجان منذ 26 يناير عام 2021، ورئيس «أذركوسموس» (2011-2021).

## سيرة ذاتية
ولد رشاد نبييف في مدينة باكو في 26 أغسطس عام 1977. التحق بأكاديمية الإدارة العامة برئاسة رئيس جمهورية أذربيجان على تخصص الإدارة الحكومية والبلدية في 1994. حصل على درجة الماجستير في الاقتصاد من جامعة ولاية كارولينا الشمالية في تشابل هيل بين 2000-2002.
تخرج من البرنامج رفيع المستوى للإدارة المالية العامة لجامعة هارفارد في عام 2006.

## مشواره المهني
- في 1997-2000 عمل في مركز موارد المعلومات والتكنولوجيا ثم في قسم العلاقات الخارجية في مكتب رئيس جمهورية أذربيجان.
- منذ 2002 رشاد نبييف هو عضو في مجلس التعريفات الجمركية لجمهورية أذربيجان.
- 2002-2004 عمل في إدارة عمليات السوق بالمصرف المركزي.
- بين 2004-2011 كان رئيسا لقسم التحليل المالي والاقتصادي والمحاسبي في النقل والاتصالات والتقنيات العالية.
- منذ 24 يناير عام 2011 تم تعيينه رئيسا في «أذركوسموس».[3]
- تم تعيين رشاد نبييف وزير النقل والاتصالات والتقنيات العالية في جمهورية أذربيجان بموجب قرار رئيس جمهورية أذربيجان في 26 يناير عام 2021.[4]